# 岡本文弥
岡本 文弥（おかもと ぶんや）は、浄瑠璃太夫の名跡。

## 初代
（1633年（寛永10年） - 1694年2月4日（元禄7年1月11日））
古浄瑠璃太夫。伊藤出羽掾藤原信勝。大坂最初の太夫といわれ道頓堀を拠点に操り芝居を興行。出羽座の座本を兼ねた。カラクリや糸繰を駆使した舞台演出は特に人気を呼び大阪名物とまで言われ、寛文-延宝年間（1661-81）を最盛期として井上播磨掾と芸をきそった。門下に二代目岡本文弥（文弥泣き節）、山本土佐掾、山本飛騨掾ら。

## 2代
（1633年（寛永10年） - 1694年2月4日（元禄7年1月11日））
古浄瑠璃太夫。大坂出身。道頓堀の伊藤出羽掾座で活躍。文弥の泣き節といわれる文弥節の始祖。弟子に三代目岡本文弥（元禄中期-末期）。都越後掾。

## 3代
（元禄中期 - 元禄末期）
古浄瑠璃太夫。大坂出身。二代目岡本文弥に師事。

## 関連事項
大正から平成にかけて活躍した新内節の太夫である岡本文弥（1895-1996）の名前は、本項目の古浄瑠璃の太夫の名跡とは直接の関係はない。